# ملا عباس‌علی سوادکوهی آلاشتی
ملا عباسعلی سوادکوهی آلاشتی (۱۷۷۱–۱۸۱۵ میلادی / ۱۱۸۵–۱۲۳۰ قمری) از مجتهدان دوره آغا محمد خان قاجار و عموی عباسعلی داداش‌بیگ (پدر رضاشاه) بود. او در فقه و اصول عالمی متبحر بود. ملا عباس‌علی در جوانی از آلاشت به تهران مهاجرت کرد و ۳ سال در تهران اقامت نمود و بعد، به عتبات عراق رفته و ۱۵ سال در آنجا به تحصیل علوم دینی پرداخت و به درجه اجتهاد می‌رسد. آرامگاه ملا عباس‌علی سوادکوهی آلاشتی در حرم عبدالعظیم حسنی است.